# Libertad (Antique)
Libertad ist eine philippinische Stadtgemeinde in der Provinz Antique. Sie hat 16.429 Einwohner (Zensus 1. August 2015). Teile des Northwest Panay Peninsula Natural Park liegen auf dem Gebiet der Gemeinde. Ein College der University of Antique befindet sich in der Gemeinde. 

## Baranggays
Libertad ist politisch unterteilt in 19 Baranggays.
| - Barusbus - Bulanao - Cubay - Codiong - Igcagay - Inyawan - Lindero - Maramig - Pucio - Pajo | - Panangkilon - Paz - Centro Este (Pob.) - Centro Weste (Pob.) - San Roque - Tinigbas - Tinindugan - Taboc - Union |